# Буримня
Бури́мня, Бурі́мка — річка в Україні, у Ічнянському районі Чернігівської області. Ліва притока Удаю (басейн Дніпра).

## Опис
Довжина річки приблизно 12,7 км.

## Розташування
Бере початок у Бурімці. Спочатку тече на північний схід через село. Потім повертає на північний захід, тече через Шиловичі і впадає у річку Удай, праву притоку Сули.